# Демба (річка)
Демба (пол. Dęba (dopływ Upustu)) — річка в Польщі, у Малецькому й Домбровському повітах Підкарпатського й Малопольського воєводства. Права притока Упусту, (басейн Балтійського моря).

## Опис
Довжина річки приблизно 13,26 км, найкоротша відстань між витоком і гирлом — 11,82  км, коефіцієнт звивистості річки — 1,13 .

## Розташування
Бере початок між селами Яноваець та Жарувка (гміна Радомишль-Великий). Тече переважно на північний захід через Дембу (присілок Дульчи-Великої), Радгощ і впадає у річку Упуст, праву притоку Бреня.

## Цікавий факт
- У селі Радгощ на річці утворено водосховище (озеро Нарожники)[1].